# Músculo extensor corto del dedo gordo
El músculo extensor corto del dedo gordo, también llamado musculus extensor hallucis brevis, es una pequeña banda muscular que se encuentra en el dorso del pie. Tiene la función de provocar la extensión del dedo gordo, actúa sinergicamente con el músculo extensor largo del dedo gordo.

## Inserción
Se origina en la cara dorsal del calcáneo y seno del tarso y forma un vientre muscular alargado que avanza oblicuamente en el dorso del pie, hasta insertarse en la falange proximal del dedo gordo.

## Inervación
La inervación la realiza el nervio peroneo profundo.

## Función
Coordinadamente con el músculo extensor largo del dedo gordo provoca la extensión de dicho dedo del pie. Su función es antagónica con la del músculo flexor corto del dedo gordo y el músculo flexor largo del dedo gordo.